# Sljudjanka
Sljudjanka (ryska Слюдянка) är en stad i Irkutsk oblast i Ryssland. Staden ligger längs transsibiriska järnvägen, 126 kilometer från Irkutsk. Folkmängden uppgår till cirka 18 000 invånare. Den största arbetsplatsen i staden är ett stenbrott för utvinning av marmor. Staden grundades 1647 av ryska kosacker.